# یواس‌ان‌اس گرامت ریفر (تی-ای‌اف-۵۳)
یواس‌ان‌اس گرامت ریفر (تی-ای‌اف-۵۳) (به انگلیسی: USNS Grommet Reefer (T-AF-53)) یک کشتی بود که طول آن ۳۳۸ فوت ۸ اینچ (۱۰۳٫۲۳ متر) بود. این کشتی در سال ۱۹۴۴ ساخته شد.